# Hoplolabis (Parilisia) serratofalcata
Hoplolabis (Parilisia) serratofalcata is een tweevleugelige uit de familie steltmuggen (Limoniidae). De soort komt voor in het Palearctisch gebied.